# Euprionota
Euprionota là một chi bọ cánh cứng trong họ Chrysomelidae.
Chi này được miêu tả khoa học năm 1844 bởi Guérin-Méneville.

## Các loài
Các loài trong chi này gồm:
- Euprionota aterrima Guérin-Méneville, 1844
- Euprionota bruchi (Uhmann, 1930)
- Euprionota gebieni (Uhmann, 1930)
- Euprionota maura (Fabricius, 1801)
- Euprionota subparallela (Pic, 1932)